# Quốc kỳ El Salvador

Quốc kỳ El Salvador

Quốc kỳ El Salvador (tiếng Tây Ban Nha: Bandera de El Salvador) có ba vạch ngang, theo thứ tự: trên cùng là xanh da trời, giữa là trắng, và dưới cùng xanh da trời. Chính giữa có một dòng chữ ghi: República De El Salvador En La América Central trong tiếng Tây Ban Nha có nghĩa là Cộng hòa El Salvador ở Trung Mỹ